# Litoria meiriana
Espèce
Synonymes
- Hyla meiriana Tyler, 1969

Statut de conservation UICN

 LC  : Préoccupation mineure
Litoria meiriana est une espèce d'amphibiens de la famille des Pelodryadidae.

## Répartition
Cette espèce est endémique d'Australie. Elle se rencontre dans la Terre d'Arnhem dans le nord du Territoire du Nord et dans la région de Kimberley en Australie-Occidentale, entre 150 et 600 m d'altitude. Sa zone de répartition est d'environ 342 000 km2.

## Description
Les mâles mesurent de 16,2 à 18,2 mm et les femelles de 17,6 à 22,5 mm.
La période de reproduction a lieu au printemps et en été. La ponte comporte entre 30 et 40 œufs. Le développement dure environ trois à quatre semaines.

## Publication originale
- Tyler, 1969 : A synopsis of the frogs of the genus Hyla of north-western Australia, with the description of a new species. Records of the South Australian Museum, vol. 16, no 1, p. 1-12 (texte intégral).